# Airat Bakare
Airat Bakare (20 mei 1967) is een atleet uit Nigeria.
Op de Olympische Zomerspelen van 1988 in Seoul kwam ze uit op de 400 meter en 4x400 meter estafette.
- World Athletics: 14384938